# Folioceros weistei
Folioceros weistei là một loài rêu trong họ Anthocerotaceae. Loài này được Khanna D.C. Bhardwaj mô tả khoa học đầu tiên năm 1975.